# Судзуки, Сэйя
Сэйя Судзуки (яп. 鈴木 誠也 Судзуки Сэйя, 18 августа 1994, Аракава) — японский бейсболист. Выступает на позиции аутфилдера в клубе Главной лиги бейсбола «Чикаго Кабс». С 2013 по 2021 год играл в Японской профессиональной лиге за клуб «Хиросима Тоё Карп». Пятикратный обладатель награды Золотая перчатка в Центральной лиге. Пять раз принимал участие в Матче всех звёзд Японской лиги. Игрок национальной сборной Японии, олимпийский чемпион игр в Токио.

## Биография
Сэйя Судзуки родился 18 августа 1994 года в Аракаве, одном из специальных районов Токио. В 2012 году, после окончания школы, он был выбран на драфте Японской лиги во втором раунде. В 2013 году он дебютировал на профессиональном уровне в составе клуба «Хиросима Тоё Карп». За команду Судзуки выступал с 2013 по 2021 год, проведя 902 матча, выбив 182 хоум-рана и набрав 562 RBI. Его показатель отбивания за этот период составил 31,5 %. В течение шести сезонов подряд он выбивал не менее 25 хоум-ранов. Дважды, в 2019 и 2021 году, он становился лучшим отбивающим лиги. По пять раз Судзуки входил в число участников Матча всех звёзд Японской лиги и становился обладателем Золотой перчатки лучшему по игре в защите на своей позиции. В ноябре 2021 года он объявил о намерении продолжить карьеру в США.
В составе национальной сборной Японии Судзуки стал победителем WBSC Premier 12 в 2019 году, по итогам турнира он был признан самым ценным его игроком. В 2021 году он вошёл в заявку команды на Олимпийские игры. На турнире Судзуки сыграл во всех матчах на месте правого аутфилдера. Его показатель отбивания составил всего 16,7 %, все три его хита пришлись на игры против команды США, в том числе в победном финале.
В марте 2022 года Судзуки подписал пятилетний контракт на сумму 85 млн долларов с клубом «Чикаго Кабс». Соглашение стало крупнейшим в истории для полевых игроков из Японии, более значительную сумму получал только питчер Масахиро Танака, в 2014 году подписавший с «Нью-Йорк Янкис» контракт на 155 млн. В Главной лиге бейсбола Судзуки дебютировал в апреле 2022 года, в первых четырёх матчах набрав восемь RBI.